# Шадрина, Любовь Анатольевна
Любовь Анатольевна Шадрина (5 января 1988, Каменск, Кабанский район, Бурятская АССР) — российская биатлонистка, чемпионка и призёр чемпионата России. Мастер спорта России (2015).

## Биография
Воспитанница бурятского спорта, первый тренер — И. Б. Синкевич. На взрослом уровне представляла Красноярский край, тренировалась под руководством Р. Н. Семенюка (Канск) и В. А. Медведцева (Красноярск, «Академия биатлона»).
В первой половине спортивной карьеры занималась лыжными гонками. Призёр Всероссийской зимней Универсиады в эстафете по лыжным гонкам (2010 и 2014). С начала 2010-х годов также выступала в биатлоне.
В 2015 году завоевала серебряную медаль чемпионата России по биатлону в гонке патрулей. В 2016 году стала чемпионкой страны в смешанной эстафете. Также становилась победительницей этапа Кубка России, чемпионкой Сибирского федерального округа.
В 2016 году прекратила выступления в профессиональном спорте. Принимает участие в ведомственных соревнованиях общества «Динамо». В 2017 году участвовала в чемпионате Европы среди полицейских, где завоевала золото в эстафете и два серебра в личных дисциплинах.